# 광양진월중학교
광양진월중학교(光陽津月中學校)는 대한민국 전라남도 광양시 진월면 선소리에 있는 공립 중학교이다.

## 학교 연혁
- 1971년 3월 9일 : 광양진월중학교 개교(초대 이상은 교장 취임)
- 1972년 3월 9일 : 광양진월중학교 남분교 개교
- 1974년 3월 1일 : 광양진월남중학교 개교
- 2002년 3월 1일 : 광양진월남중 진중분교 통폐합, 광양진월중학교로 교명 변경
- 2023년 9월 1일 : 제20대 박성수 교장 취임
- 2025년 1월 9일 : 제51회 졸업 11명(총 졸업생수 3,512명)

## 참고 자료
- 광양진월중학교 - 한국교육학술정보원 학교알리미